# Magnus Kull
Magnus Ingmar Kull, född 12 april 1924 i Korsholm, död 14 januari 2016 i Lovisa, var en finländsk skolman. 
Kull blev politices kandidat 1951 och ekonomie licentiat 1959. Han var rektor och överlärare vid Svenska social- och kommunalhögskolan 1958–1969 och chef för Skolstyrelsens svenska avdelning 1969–1980. Han var direktör för Nordiska kultursekretariatet i Köpenhamn 1972–1975 och konsultativ tjänsteman vid undervisningsministeriet 1980–1985. Han var opolitisk andre socialminister i Reino R. Lehtos regering 1963–1964 och representerade Svenska folkpartiet i Finlands riksdag 1966–1970.
Han var far till redaktören Erik M. Snellman.